# بتریه
بَترِیّه، بُتریّه یا اَبتَریّه یکی از مذاهب منشعب از زیدیه بود که پیرو کُثَیْرنوّاء و حسن بن صالح بن حیّ بودند.
در دانشنامه جهان اسلام چنین آمده که این گروه فرقه‌ای شیعه متمایل به اهل تسنن بودند که به خلفای راشدین علاقه داشتند لیکن «امامت» را حق پسران فاطمه و علی می‌دانستند. زید بن علی بنا بر گزارش‌هایی این مذهب را گمراه دانست ولی پس از قیام و کشته شدنش، بتریه او را با توجه به ویژگی‌هایی که برای امامان می‌شناختند، از ائمه دانستند.
در این مذهب هر کسی که از نسل حسن یا حسین بن علی باشد و علیه ظلم قیام کند را امام می‌دانند. همچنین ممکن است دو امام در یک زمان ظهور یابند و حتی خون همدیگر را مباح دانند. شهرستانی نوشته‌است که در زمان او بتریه همگی مقلد بودند و از معتزله سنی مذهب پیروی می‌کردند و امامان معتزلی را برتر از اهل بیت می‌دانستند. آنان همچنین در احکام پیرو ابوحنیفه و در مسائل کمی پیرو شیعیان و شافعیان بودند.